# 瘤胃

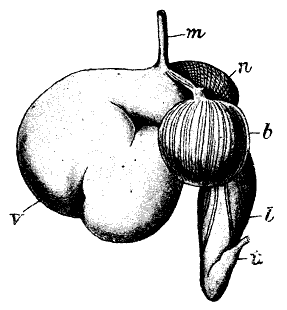
牛的胃：m—食管终端，v—瘤胃，n—网胃，b—重瓣胃，l—皱胃，t—小肠开端

瘤胃（Rumen，或稱作Paunch），又名草肚，是反刍动物腸胃道的第一个胃，一般也是反芻胃中最大的一个胃。在这个胃内寄生着大量的微生物，食物进入瘤胃后在微生物的作用下得以被分解與發酵。接續在瘤胃後的反芻胃為形狀較小的蜂巢胃，蜂巢胃雖完全與瘤胃連續相接，但內壁組織異於瘤胃。
牛羊的瘤胃可作食材，外观看起来有点毛茸茸（或类似栽绒），因而被叫做“毛肚”或“草肚”。

## 外部連結
哺乳類動物消化系統照片 （页面存档备份，存于） (見頁底). 美國華盛頓大學 Biology 453 